# Cerambyx heinzianus
Cerambyx heinzianus är en skalbaggsart som beskrevs av Demelt 1976. Cerambyx heinzianus ingår i släktet ekbockar, och familjen långhorningar. Inga underarter finns listade.